# 구정초등학교 (강원)
구정초등학교는 대한민국 강원특별자치도 강릉시 구정면 학산리에 있는 공립 초등학교이다.

## 학교 연혁
- 1936년 10월 1일 구정공립보통학교(4년제) 개교(설립인가 8월 4일)
- 1938년 4월 1일 구정공립심상소학교로 개칭[1]
- 1941년 4월 1일 구정공립국민학교로 개칭[2]
- 1950년 4월 1일 구정국민학교로 명칭 변경[3]
- 1981년 3월 10일 병설유치원 개원
- 1991년 9월 1일 개축교사 준공
- 1996년 3월 1일 구정초등학교로 개칭[4]
- 2006년 8월 19일 현대식 과학실 설치
- 2006년 11월 30일 도서관 개관 및 급식소 준공식 실시
- 2007년 9월 19일 우리 들꽃 동산 조성
- 2008년 3월 12일 구정학교 마을도서관 개관식
- 2017년 7월 20일 나래관(체육관) 신축 준공
- 2019년 9월 1일 제36대 교장 임영선 부임
- 2020년 1월 9일 제78회 졸업식(남:7명, 여:4명-졸업생 누계;3,890명)
- 2023년 3월 1일: 제38대 교장 김기환 부임

## 참고 자료
- 구정초등학교 - 한국교육학술정보원 학교알리미